# Manufakturhaus Friedrichstraße 26

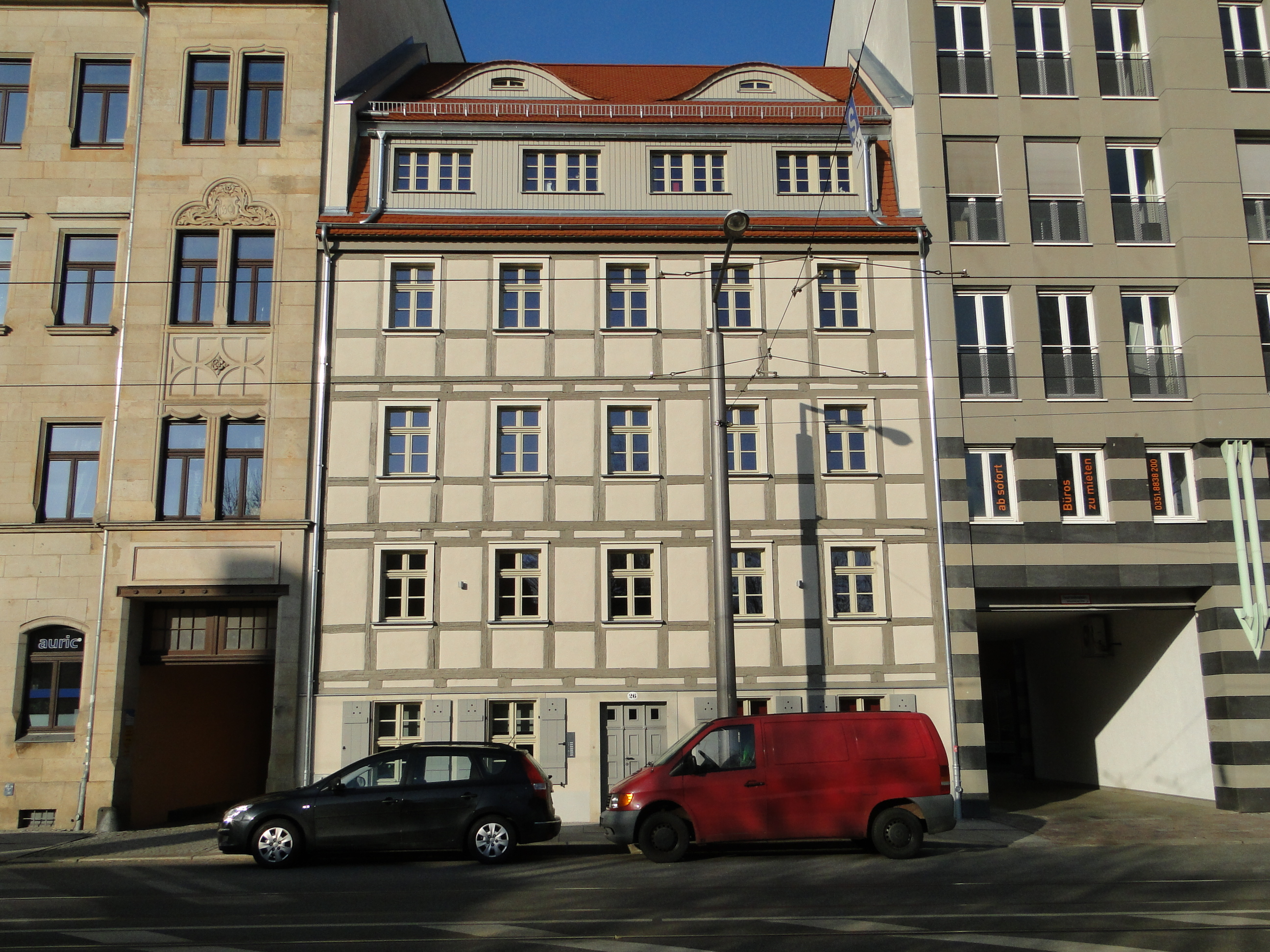
Manufakturhaus Friedrichstraße 26 nach der Sanierung 2012

Das Manufakturhaus Friedrichstraße 26 ist ein denkmalgeschütztes Gebäude im Dresdner Stadtteil Friedrichstadt. Es zählt zu den ältesten erhaltenen Häusern des Stadtteils.

## Lage

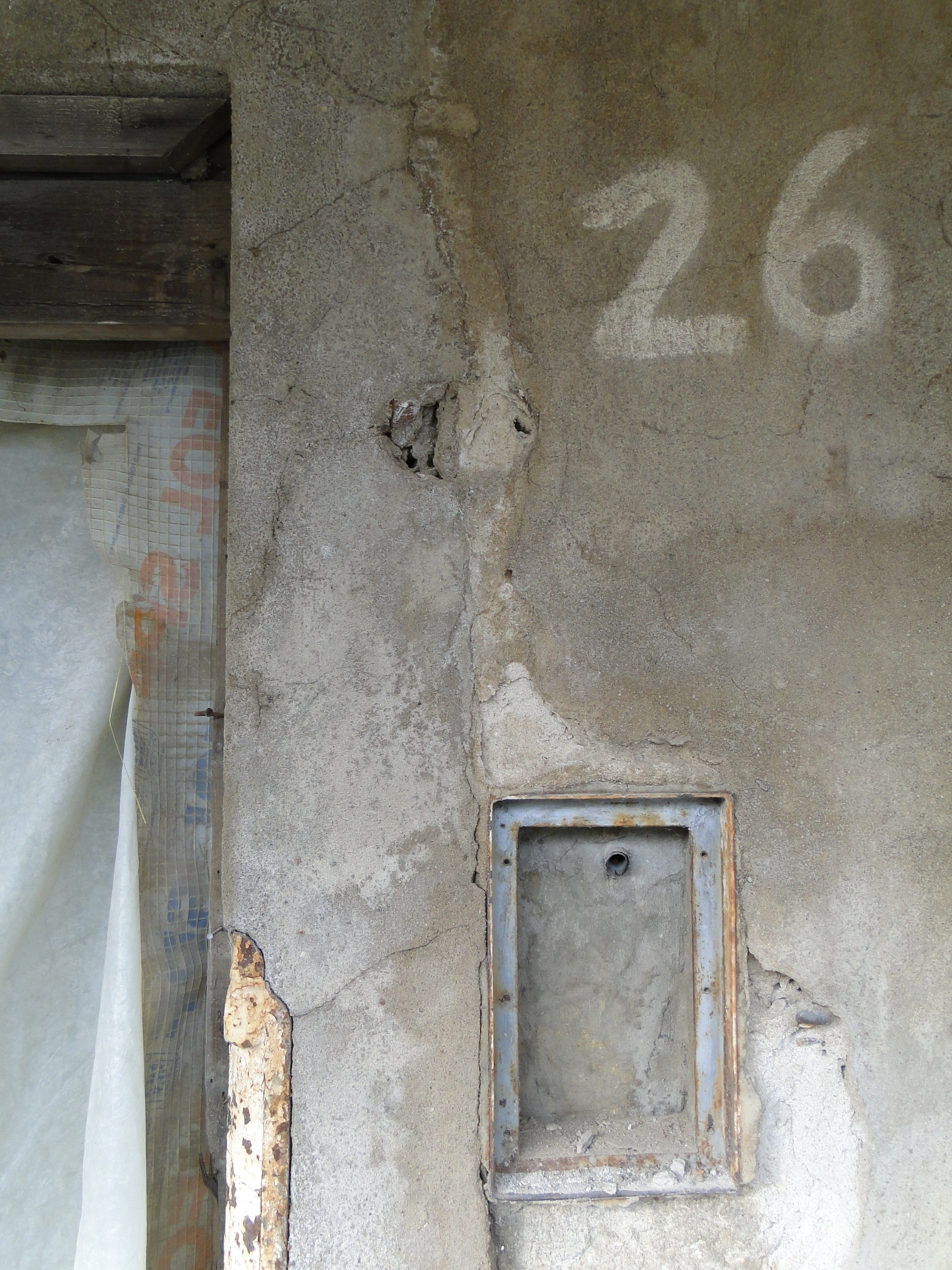
Provisorische Hausnummer Friedrichstraße 26 vor der Putzentfernung, April 2011

Das Gebäude wurde 1726 auf der damaligen Ostraer Straße erbaut. Von 1732 bis 1830 hieß die Straße Brückenstraße. Seit 1830 trägt sie den Namen Friedrichstraße. Die Straßennummer wechselte mehrfach, so lautete die Anschrift des Hauses in den 1870er-Jahren Friedrichstraße 37 und spätestens ab den 1930er-Jahren wie noch heute Friedrichstraße 26. Zusammen mit dem Haus Nr. 28 hat es die Katasternummer 192.

## Geschichte

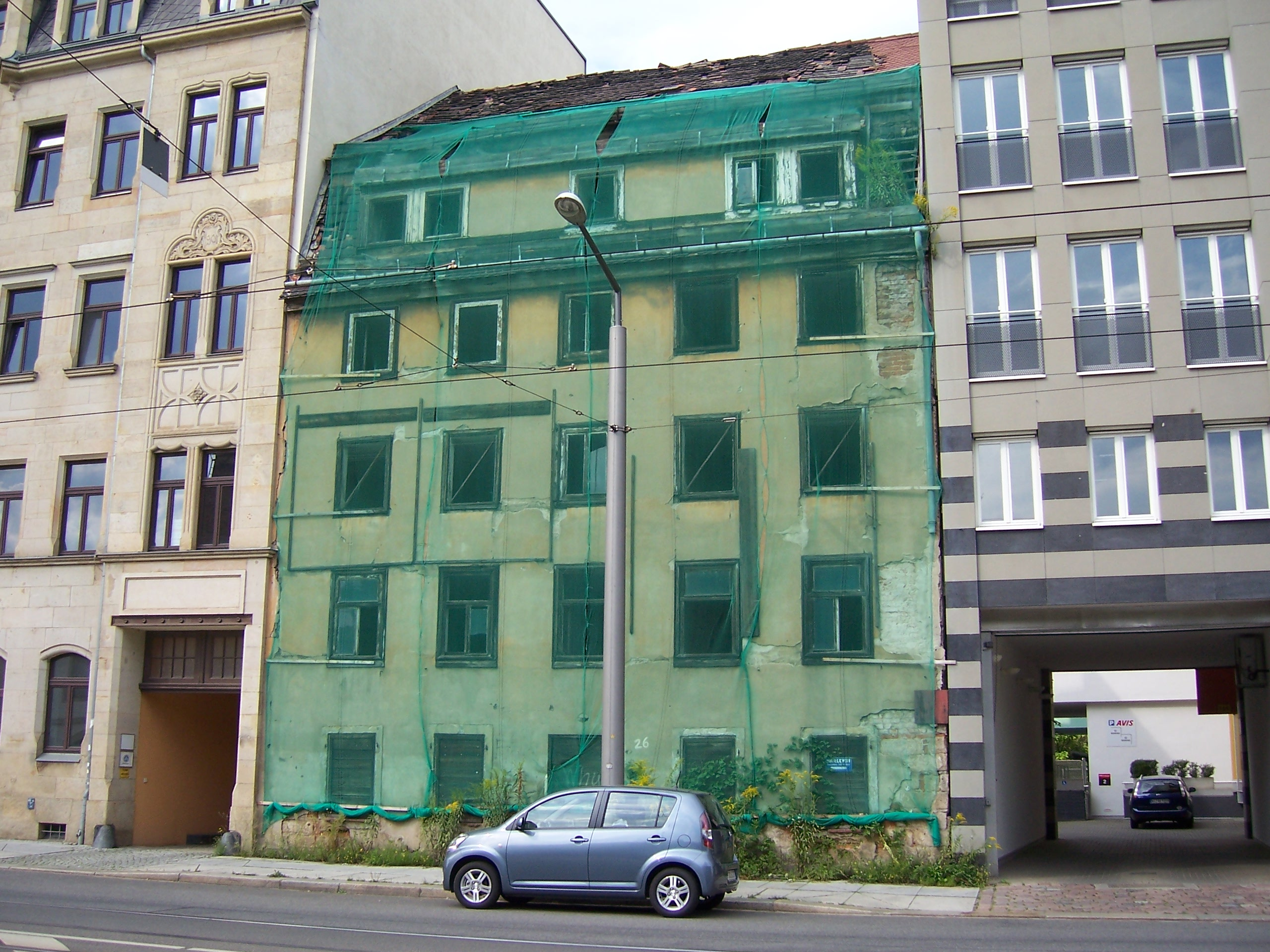
Manufakturhaus Friedrichstraße 26, Zustand 2009

### Einordnung
Unmittelbar nach ihrer Gründung im Jahr 1670 durch August den Starken kam es in der Dresdner Vorstadt Ostra, der heutigen Friedrichstadt, zu Manufakturgründungen. Am Ufer der Weißeritz siedelten sich verschiedene Mühlenbetreiber und Textilmanufakturen an. Noch um 1900 war jeder zehnte Einwohner der Friedrichstadt Manufakturarbeiter. In der Folge entstanden in der Vorstadt Manufakturhäuser, darunter 1726 das heutige Manufakturhaus Friedrichstraße 26.

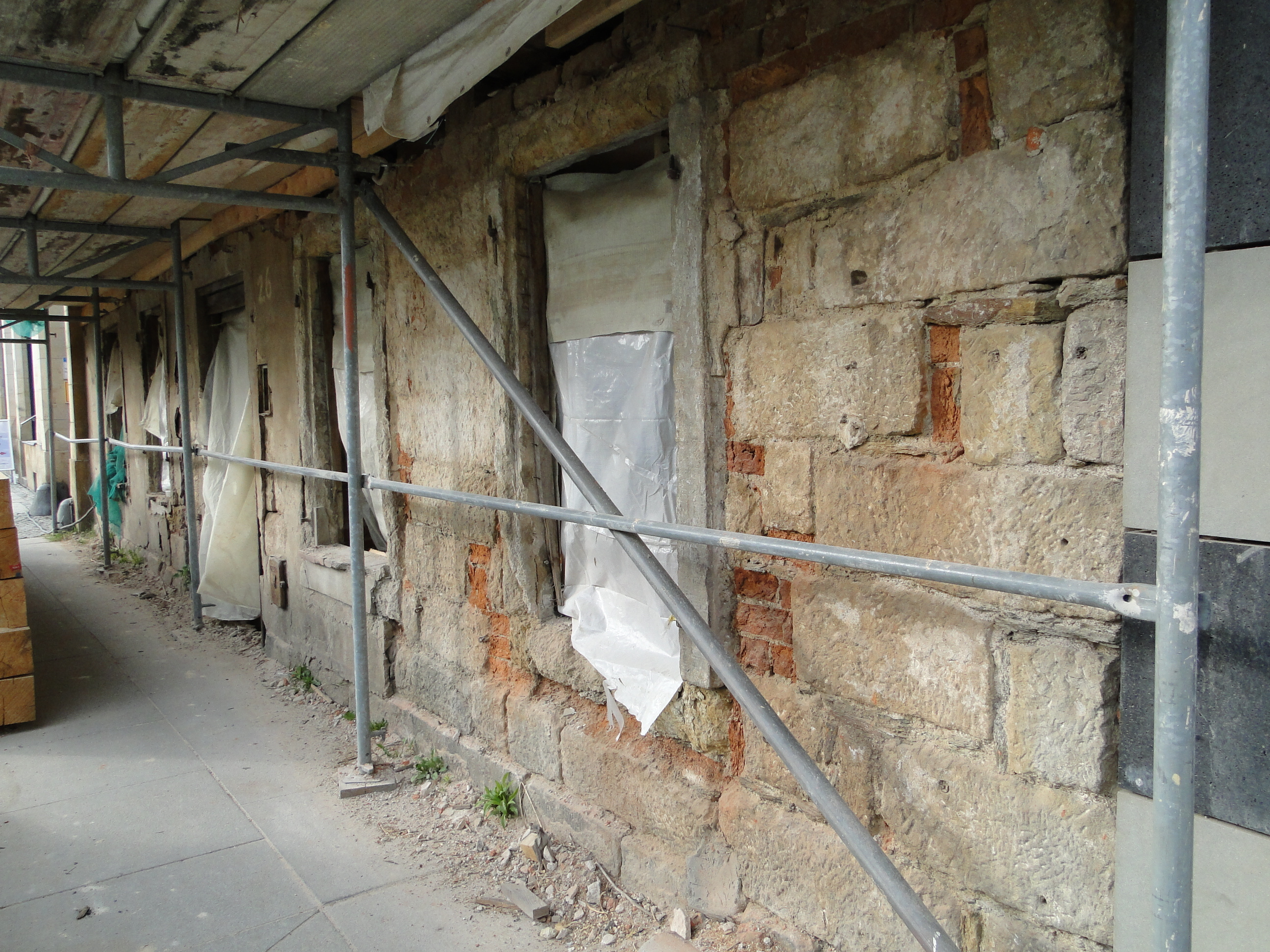
Gemauerter Sockel des Hauses nach Putzentfernung, April 2011

Die Manufakturhäuser hatten bauliche Besonderheiten, die sich unter anderem aus den bis 1734 geltenden, beschränkenden Baubestimmungen ergaben. Dresden war eine Festung. Im Kriegsfall mussten umgebende Gebäude schnell niedergebrannt werden können. Laut ältester Bauordnung durften daher sämtliche Häuser bis zur Dachtraufe nur 17 Ellen hoch sein, wobei sie drei Geschosse haben mussten. Nur das erste Stockwerk durfte in Stein erbaut werden; zeitweilig war sogar dies verboten, sodass das gesamte Haus aus Holz errichtet werden musste und mit Steinen nur durchsetzt sein durfte. Sämtliche Häuser errichtete man zudem ohne Keller. Das Massivbauverbot wurde schließlich 1734 nach Protesten der Gemeinde aufgehoben, die aufgrund regelmäßigen Hochwassers ein vorschnelles Verfaulen ihrer Häuser befürchtete.
Innerhalb der im frühen 18. Jahrhundert entstandenen Wohnhäuser hat wiederum „eine für die Friedrichstadt eigentümliche Sonderentwicklung eingesetzt“: Es entstanden sogenannte Laubenganghäuser, zumeist mit Laubengang auf der Hofseite, steinernem Erdgeschoss, verputztem Fachwerk und einfacher Schaufassade. Eine Inventarisierung der Gebäude vor 1945 erfolgte nicht. Erst 1984 zählte Siegfried Kube zu der Zeit noch erhaltene Laubenganghäuser auf. Dies waren:
- Friedrichstraße 25 – zwischen 2007 und 2009 abgerissen
- Friedrichstraße 26 – 1832 durch Anbau erweitert
- Friedrichstraße 29 – 1670 erbaut, 1730 „bürgerlich abgewandelt“[4]
- Friedrichstraße 52 – 1730 von Matthäus Daniel Pöppelmann errichtet, mehrfach verändert
- Schäferstraße 8–16 – 1989 gesprengt
- Schäferstraße 24–26 – nach 1984 abgerissen
- Schäferstraße 25 – kurz vor 1984 abgerissen

### Baugeschichte

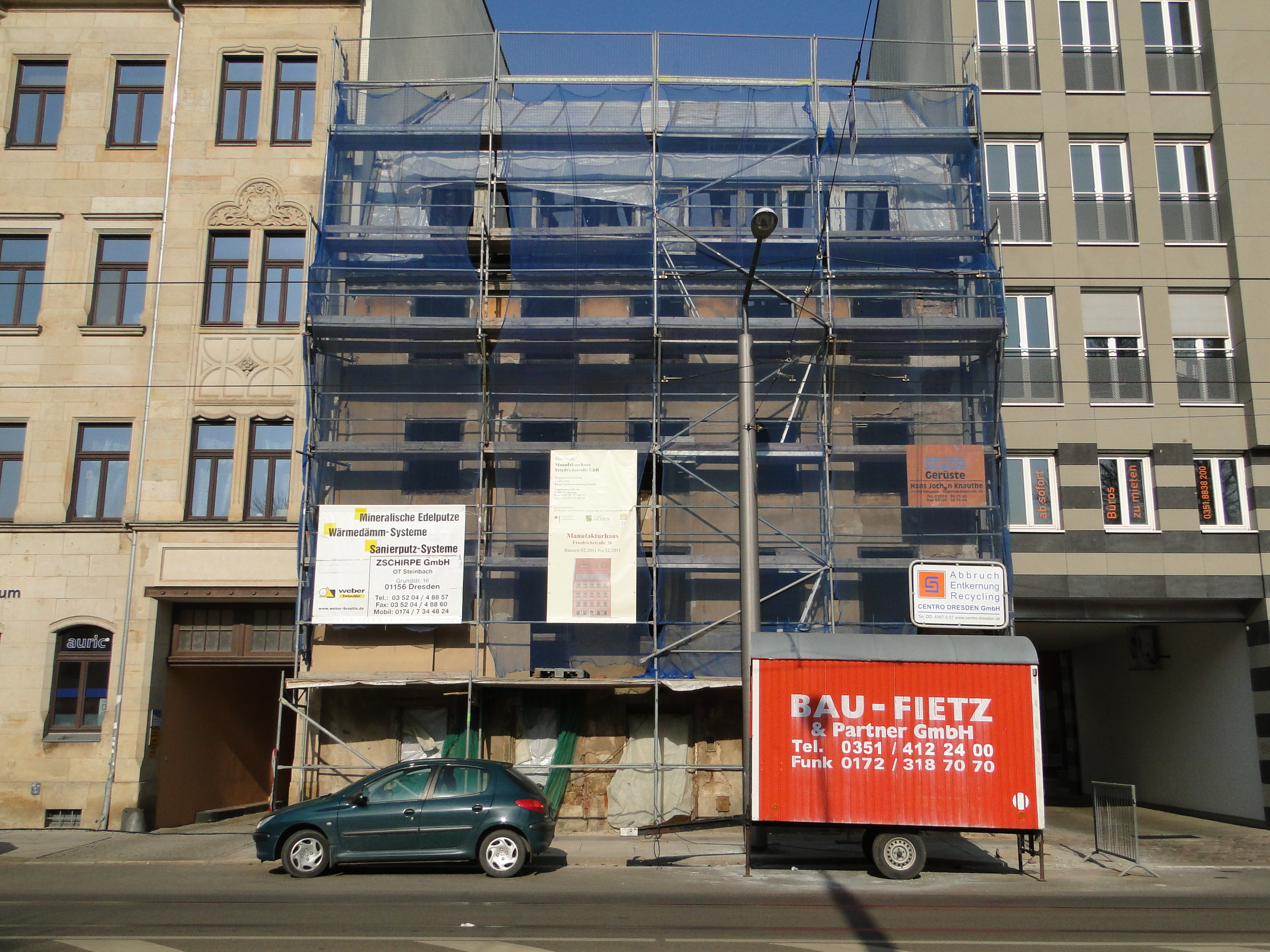
Friedrichstraße 26 im März 2011

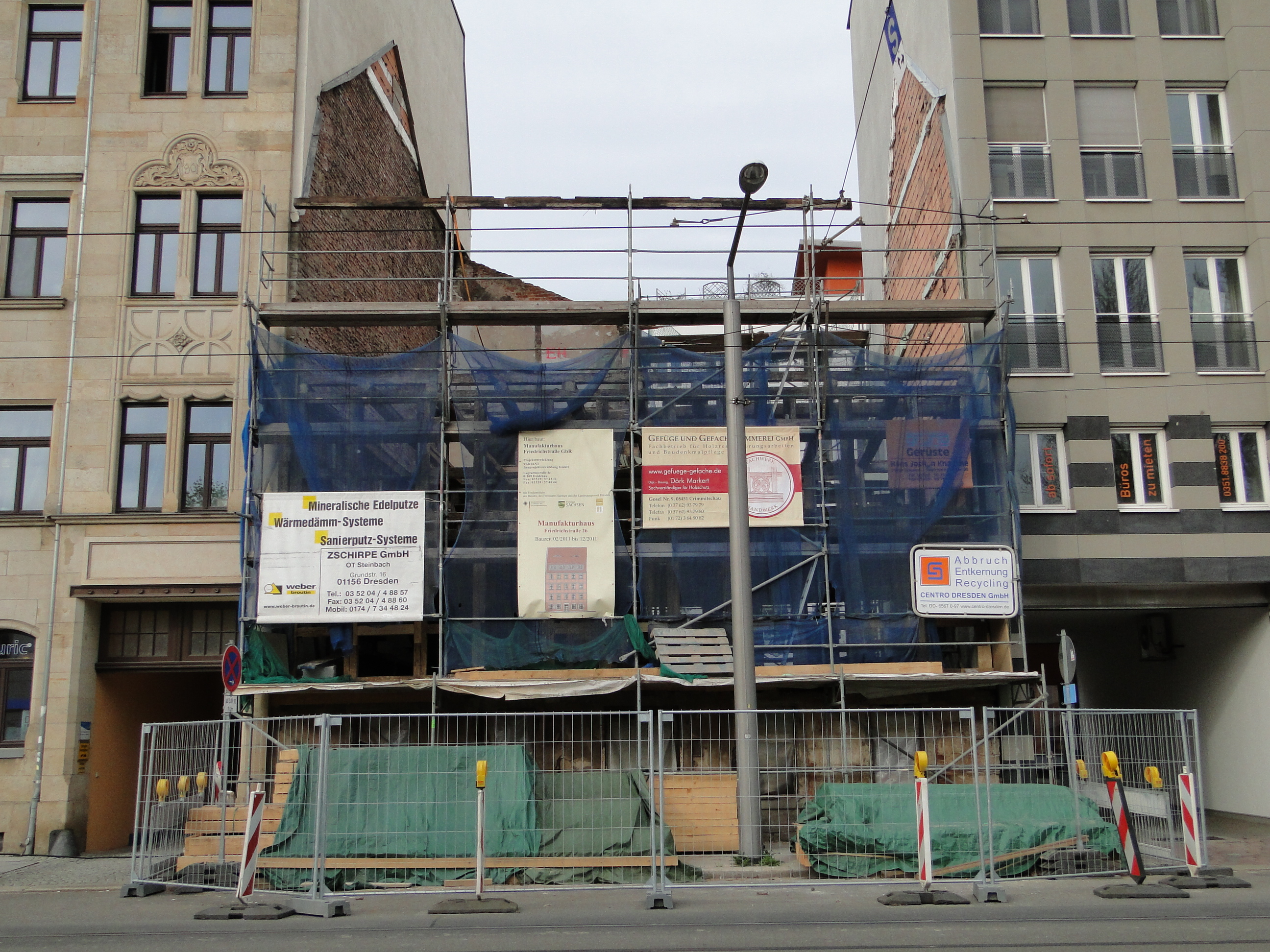
Friedrichstraße 26 vollständig entkernt im April 2011

Das fünfstöckige Haus Friedrichstraße 26 entstand vor Aufhebung des Massivbauverbots im Jahr 1734, das bis dahin den Bau von steinernen Häusern in der noch „Vorstadt Ostra“ genannten Friedrichstadt verbot. Errichtet wurde es 1726 daher als Fachwerkhaus mit massivem Erdgeschoss und zwei Obergeschossen. Bereits kurz nach der Fertigstellung wurde das Gebäude 1735 verputzt. Ob es dabei auch illusionistisch bemalt wurde, kann nicht mehr rekonstruiert werden. Denkmalpfleger Volker Helas nannte es bereits 1994 „bemerkenswert als eines der wenigen erhaltenen Fachwerkgebäude aus der Frühzeit der Friedrichstadt vor Aufhebung des Verbots der Massivbauweise“. Seither hat sich die Bedeutung des Hauses in dieser Hinsicht noch vergrößert, da nach 2002 weitere ähnliche Manufakturhäuser der Zeit vor 1734, wie die Gebäude auf der Friedrichstraße 23–25, wegen ihres ruinösen Zustands abgerissen wurden. Inzwischen ist das Manufakturhaus das einzige Fachwerkgebäude der Friedrichstadt.
Das Haus auf der Friedrichstraße 26 entstand auch vor der barocken Stadtplanung des Stadtteils 1729. Die Fassade des Manufakturhauses resultiert „aus einem der Typenentwürfe, die den Gesamtcharakter barocker Straßen festlegen sollten“. Das Haus wurde in geschlossener Bauweise errichtet und 1832 umgebaut; so erhielt es einen zusätzlichen Seitenflügel, der über ein Treppenhaus erreichbar war.
Das Gebäude wurde als Manufaktur-Arbeiterhaus errichtet. Im Jahr 1851 lebten im Haus, das einem praktischen Arzt gehörte, ein Viktualienhändler, ein Pachtgärtner, mehrere Schuhmacher, ein Schneider und ein Lehrer. Im Jahr 1934 befand sich das Haus im Besitz eines Fabrikanten, Mieter waren unter anderem Arbeiter, Kellner, ein Möbelpolier, eine Wäscherin und ein Malermeister. Das Adressbuch der Stadt Dresden 1943/44 verzeichnet als Besitzer des Hauses einen Kaufmann und als Bewohner unter anderem Arbeiter, einen Modelltischlergehilfen, zwei Näherinnen, eine Wäscherin und eine Plätterin. Heute ist es eines von zwei erhaltenen Manufaktur-Arbeiterhäusern in Dresden. Den Zweiten Weltkrieg überstand es unbeschadet, verfiel jedoch während der DDR-Zeit und verkam in den 1990er-Jahren zur Ruine. Der 1832 angebaute Hinterflügel wurde 1992 während des Baus des Hauses Friedrichstraße 24 abgerissen.
In den 1990er-Jahren erwarb ein Investor aus Darmstadt das Gebäude, eine Sanierung blieb jedoch aus. Anfang 2008 ging das Haus an die Grundbesitz Hellerau GmbH über, die Gutachten anfertigen ließ, nach denen das Gebäude nicht mehr sanierungsfähig sei. Eine originalgetreue Rekonstruktion wurde wegen hoher Kosten und fehlender Nutzungsmöglichkeit der nur rund zwei Meter hohen Räume ausgeschlossen. Es folgte ein Antrag auf Abriss des Gebäudes, das durch einen Neubau mit historischer Fassade ersetzt werden sollte. Dies stieß auf Widerstand der Denkmalschutzbehörde und wurde durch die Stadt Dresden abgelehnt.
Eindringendes Wasser setzte dem Gebäude in den Folgemonaten weiter zu. Im Jahr 2010 erwarb die eigens gegründete Firma Manufakturhaus Friedrichstraße GbR aus Heidenau das Gebäude. Im September 2010 begann die Einrüstung des Hauses. Mit der Notdeckung Ende 2010 und der Entkernung Anfang 2011 begann die denkmalgerechte Sanierung, die noch im selben Jahr abgeschlossen wurde. Die Kosten beliefen sich auf rund 865.000 Euro.

## Baubeschreibung
Das Gebäude mit Mansarddach und Schleppgauben verfügt zur Friedrichstraße hin über eine regelmäßige fünfachsige Fassade mit mittig gelegenem Eingang. Diese ist nicht rechtwinklig zu den Gebäudeseiten, sondern zur Straße ausgerichtet. Das Fachwerk ist in der Fassade sichtbar und lichtgrau; das Gefachte ist gekalkt. Die Farbgebung und Fassadengestaltung orientieren sich eng am ursprünglichen Aussehen des Hauses aus dem Jahr 1726.
Die Fensteranordnung des ausgebauten Dachgeschosses (4. Obergeschoss) weicht von der Fensterordnung der Fassade ab. Bis zur Sanierung waren die jeweils äußeren Fensterpaare zusammengefasst, seitdem sind vier breite Fenster verbaut. Die Wohnräume wiesen eine Raumhöhe zwischen 1,90 und 2,10 Meter auf. Im Rahmen der Sanierung entstanden im Erdgeschoss zwei kleine Gewerbeeinheiten (rund 30 und 52 m²), im 1., 2. und 3. Obergeschoss jeweils eine große Gewerbeeinheit (rund 120 m²) und im 4. Obergeschoss mit dem Dachgeschoss zwei Maisonettewohnungen mit 79 (3 Räume) und 105 m² (4 Räume). An die rückwärtigen Fassade wurde mittig ein Aufzug gesetzt, der bis zum 4. Obergeschoss reicht.
An das Vorderhaus schloss sich als Hinterhaus ein westlicher Gebäudeflügel an. Das verputzte Seitengebäude war viergeschossig und wurde vollständig in Stein errichtet. Beide Gebäudeteile waren über ein halbgewendeltes steinernes Treppenhaus miteinander verbunden. Die rückwärtige Fassade des Vorderhauses wurde bei der Sanierung bündig bis zum Treppenhaus geführt, das nur noch fragmentarisch vorhandene Hinterhaus hingegen wurde restlos abgebrochen.
Im hinteren Bereich des Hauses befand sich ein vermauerter Laubengang. Durch die Vergrößerung der Gebäudefläche bei der Sanierung ist er in ein Zimmer integriert worden und von außen nicht mehr erkennbar.